# ربيطة

ست ربيطات من الأمونيوم تحيط بذرة الكوبالت في معقد كلوريد سداسي أمين الكوبالت الثلاثي

الرَّبِيطة في الكيمياء عبارة عن ذرة أو أيون أو جزيء مرتبط بذرة الفلز المركزية في المعقدات التساندية. مكان الربيطة دائماً إلى الخارج بالنسبة لذرة مركزية. تتشكل الرابطة بين الفلز والربيطة عادة بأن تقوم الربيطة بمنح زوج أو أكثر من الإلكترونات إلى ذرة الفلز، أي تنشأ رابطة تساندية بين الربيطة والفلز.